# Edgar Allan Poe Award
Der Edgar Allan Poe Award (kurz Edgar genannt, auch Mystery Writers of America Award) ist der weltweit populärste und gleichzeitig bedeutendste Preis für kriminalliterarische Werke in den USA. Er wird seit 1946 von den Mystery Writers of America (MWA) beim Edgar Awards Banquet verliehen. Namensgeber ist Edgar Allan Poe, der als Begründer der modernen Kriminalliteratur gilt.

## Kategorien / Auswahlverfahren
Der Edgar Allan Poe Award wird jährlich in mehreren Kategorien verliehen. 2024 gab es 15 Kategorien; nicht in jeder Kategorie wird unbedingt in jedem Jahr ein Preis verliehen. Für jede Kategorie wird eine eigene Jury eingesetzt. Der General Awards Chair, der Vorsitzende des Edgar-Auswahlprocedere, dem die gesamte Koordination obliegt, bestimmt zu diesem Zweck die Leiter der einzelnen Jurys. Die Leiter wiederum wählen vier weitere Juroren für ihre Jury aus. Nur aktive MWA-Mitglieder kommen als Juroren in Frage. Die große Menge der Romane zwang die MWA zu einer Vergrößerung der Jury in der Kategorie Best Novel: Dort haben acht zusätzliche statt vier Juroren die Sichtung und Auswahl der besten Werke zu bewerkstelligen. Das ganze Jahr über halten die Jury-Mitglieder einer Kategorie engen Kontakt und kommunizieren ständig über ihre bereits gelesenen Werke. Jeder Juror legt dabei eine so genannte Top-Ten-Liste an (Punktvergabe von 10 bis 1 Punkt). Diese Liste wird am Ende des Jahres in einer ersten Abstimmungsrunde der Jury Grundlage für eine gemeinsame Top-Ten-Liste. Danach erhält jedes Mitglied die Möglichkeit, seine eigene Bewertung noch einmal zu überprüfen und zu korrigieren. In einer zweiten Abstimmungsrunde werden dann die endgültigen Nominierungen festgelegt. Zu Beginn des neuen Jahres wählt daraus das MWA National Board die jeweiligen Gewinner einer Kategorie, die während des Edgar Awards Banquet ausgezeichnet werden.

### Hauptkategorien
Im Jahr 2024 vergebene Auszeichnungen:
| Kategorie                                                                                 | Originaltitel                          | verliehen seit |
| ----------------------------------------------------------------------------------------- | -------------------------------------- | -------------- |
| Bester Roman *                                                                            | Best Novel                             | 1954           |
| Bester Erstlingsroman * eines amerikanischen Autors                                       | Best First Novel by an American Author | 1946           |
| Bester Roman als Originaltaschenbuch *                                                    | Best Paperback Original                | 1970           |
| Beste Kurzgeschichte *                                                                    | Best Short Story                       | 1951           |
| Bestes kritisches oder biografisches Buch * über Werke oder Autoren der Kriminalliteratur | Best Critical or Biographical Work     | 1977           |
| Bestes Sachbuch * (über Verbrechen und Verbrechensverfolgung in der Realität)             | Best Fact Crime                        | 1948           |
| Bestes Buch für Kinder und Jugendliche                                                    | Best Juvenile                          | 1961           |
| Bestes Buch für junge Erwachsene                                                          | Best Young Adult                       | 1989           |
| Bestes Drehbuch für eine Episode einer Fernsehserie                                       | Best Television Episode Teleplay       | 1952           |

Die Preisträger der mit einem Sternchen versehenen Kategorien sind nachstehend aufgeführt

### Sonderpreise
| Kategorie                             | Originaltitel                       | verliehen seit |
| ------------------------------------- | ----------------------------------- | -------------- |
| Auszeichnung für das Lebenswerk *     | Grand Master Award                  | 1955           |
| Ellery Queen Award *                  | Ellery Queen Award                  | 1983           |
| Robert L. Fish Memorial Award *       | Robert L. Fish Memorial Award       | 1984           |
| Mary Higgins Clark Award *            | Mary Higgins Clark Award            | seit 2001      |
| Sue Grafton Memorial Award *          | Sue Grafton Memorial Award          | seit 2019      |
| Lilian Jackson Braun Memorial Award * | Lilian Jackson Braun Memorial Award | seit 2023      |

Die Preisträger der mit einem Sternchen versehenen Kategorien sind nachstehend aufgeführt

### Edgar Awards und Sonderpreise, die nicht mehr verliehen werden
| Kategorie                                                 | Originaltitel                      | verliehen von - bis               |
| --------------------------------------------------------- | ---------------------------------- | --------------------------------- |
| Bestes Hörspiel *                                         | Best Radio Drama                   | 1946–1960                         |
| Beste Literaturkritik *                                   | Best Outstanding Mystery Criticism | 1946–1967                         |
| Bester ausländischer Film                                 | Best Foreign Film                  | 1949–1966                         |
| Book Jacket Award                                         | Book Jacket Award                  | 1955–1975                         |
| Bestes Filmdrehbuch                                       | Best Motion Picture                | 1946–2009                         |
| Bestes Drehbuch für einen Fernsehfilm oder eine Miniserie | Best TV Feature or MiniSeries      | 1972–2007                         |
| Bestes Schauspiel                                         | Best Play                          | 1950–2012 (unregelmäßig vergeben) |
| Spezial-Edgar für sonstige bemerkenswerte Leistungen      | Special Edgar                      | 1949                              |
| Raven Award                                               | Raven Award                        | 1953–2023                         |

Die Preisträger der mit einem Sternchen versehenen Kategorien sind nachstehend aufgeführt

## Preisträger

### Bester Roman – Best Novel
| Jahr | Preisträger/-in                     | Originaltitel Verlag, Ort Jahr 1                                                    | Deutscher Titel Verlag, Ort Jahr 1                            |
| 1954 | Charlotte Jay                       | Beat Not the Bones Harper Bros., New York 1952                                      | Bis auf die Knochen Ullstein, Frankfurt/M. 1986               |
| 1955 | Raymond Chandler                    | The Long Goodbye Hamish Hamilton, London 1953                                       | Der lange Abschied Nest, Nürnberg 1954                        |
| 1956 | Margaret Millar                     | Beast in View Random House, New York 1955                                           | Liebe Mutter, es geht mir gut ... Diogenes, Zürich 1967       |
| 1957 | Charlotte Armstrong                 | A Dram of Poison Coward-McCann, New York 1956                                       | Ein Schluck Gift Kiepenheuer & Witsch, Köln 1962              |
| 1958 | Ed Lacy                             | Room to Swing Harper Bros., New York 1957                                           | Kein Spielraum Aufbau, Berlin 1969                            |
| 1959 | Stanley Ellin                       | The Eighth Circle Random House, New York 1958                                       | Im achten Kreis der Hölle Desch, München 1961                 |
| 1960 | Celia Fremlin                       | The Hours Before Dawn Gollancz, London 1958                                         | Die Stunden vor Morgengrauen Diogenes, Zürich 1987            |
| 1961 | Julian Symons                       | Progress of a Crime Collins Crime Club, London 1960                                 | Am Ende war alles umsonst Goldmann, München 1962              |
| 1962 | J. J. Marric (aka John Creasey)     | Gideon's Fire Harper Bros., New York 1961                                           | Das erste Feuer Weiss, München 1965                           |
| 1963 | Ellis Peters                        | Death and the Joyful Woman Collins, London 1961                                     | Der Tod und die lachende Jungfrau Ullstein, Frankfurt/M. 1965 |
| 1964 | Eric Ambler                         | The Light of Day Heinemann, London 1962                                             | Im ersten Morgenlicht Lichtenberg, München 1965               |
| 1965 | John le Carré                       | The Spy who Came in from the Cold Gollancz, London 1963                             | Der Spion, der aus der Kälte kam Zsolnay, Wien 1964           |
| 1966 | Adam Hall (aka Elleston Trevor)     | The Berlin Memorandum Simon & Schuster, New York 1965                               | Das Berlin-Memorandum Bastei Lübbe, Bergisch Gladbach 1989    |
| 1967 | Nicolas Freeling                    | King of the Rainy Country Harper & Row, New York 1965                               | Bluthund Ullstein, Frankfurt/M. 1967                          |
| 1968 | Donald E. Westlake                  | God Save the Mark Random House, New York 1967                                       | Geld macht doch glücklich Desch, München 1968                 |
| 1969 | Michael Crichton als Jeffrey Hudson | A Case of Need World Publishing, New York 1968                                      | Die Intrige Scherz, Bern u. a. 1970                           |
| 1970 | Dick Francis                        | Forfeit Michael Joseph, London 1968                                                 | Jede Wette auf Mord Ullstein, Frankfurt/M. 1970               |
| 1971 | Maj Sjöwall & Per Wahlöö            | The Laughing Policeman Pantheon Books, New York 1970                                | Endstation für neun Rowohlt, Reinbek 1971                     |
| 1972 | Frederick Forsyth                   | The Day of the Jackal Hutchinson, London 1971                                       | Der Schakal Piper, München 1972                               |
| 1973 | Warren Kiefer                       | The Lingala Code Random House, New York 1972                                        | Der Lingala Code Heyne, München 1973                          |
| 1974 | Tony Hillerman                      | Dance Hall of the Dead Harper & Row, New York 1973                                  | Schüsse aus der Steinzeit Rowohlt, Reinbek 1976               |
| 1975 | Jon Cleary                          | Peter’s Pence Collins, London 1974                                                  |                                                               |
| 1976 | Brian Garfield                      | Hopscotch M. Evans, New York 1975                                                   | Freitod durch fremde Hand Ullstein, Frankfurt/M. 1976         |
| 1977 | Robert B. Parker                    | Promised Land Houghton Mifflin, Boston 1976                                         | Leichte Beute für Profis Ullstein, Frankfurt/M. 1977          |
| 1978 | William Hallahan                    | Catch Me: Kill Me Bobbs-Merrill, Indianapolis 1977                                  | Ein Fall für Diplomaten Goldmann, München 1979                |
| 1979 | Ken Follett                         | The Eye of the Needle Futura, London 1978                                           | Die Nadel Lübbe, Bergisch Gladbach 1979                       |
| 1980 | Arthur Maling                       | The Rheingold Route Harper & Row, New York 1979                                     | Die Rheingold-Route Goldmann, München 1982                    |
| 1981 | Dick Francis                        | Whip Hand Michael Joseph, London 1979                                               | Handicap Ullstein, Frankfurt/M. 1980                          |
| 1982 | William Bayer                       | Peregrine Congdon & Lattes, New York 1981                                           | Der Killerfalke Zsolnay, Wien 1982                            |
| 1983 | Rick Boyer                          | Billingsgate Shoal Houghton Mifflin, Boston 1982                                    | Untiefe Ullstein, Frankfurt/M. 1984                           |
| 1984 | Elmore Leonard                      | La Brava Arbor House, New York 1983                                                 | LaBrava Heyne, München 1986                                   |
| 1985 | Ross Thomas                         | Briarpatch Simon & Schuster, New York 1984                                          | Schutzwall Ullstein, Frankfurt/M. 1986                        |
| 1986 | L. R. Wright                        | The Suspect Doubleday Canada, Toronto 1985                                          | Tiefer Grund Rowohlt, Reinbek 1987                            |
| 1987 | Barbara Vine                        | A Dark Adapted Eye Viking, London 1986                                              | Die im Dunkeln sieht man doch Diogenes, Zürich 1989           |
| 1988 | Aaron Elkins                        | Old Bones Mysterious Press, New York 1987                                           | Alte Knochen Haffmans, Zürich 1992                            |
| 1989 | Stuart M. Kaminsky                  | A Cold Red Sunrise Scribner's, New York 1988                                        | Kalte Sonne Goldmann, München 1990                            |
| 1990 | James Lee Burke                     | Black Cherry Blues Little, Brown & Co., Boston 1989                                 | Black Cherry Blues Ullstein, Frankfurt/M. 1992                |
| 1991 | Julie Smith                         | New Orleans Mourning St. Martin’s Press, New York 1990                              | Blues in New Orleans Fischer, Frankfurt/M. 1992               |
| 1992 | Lawrence Block                      | A Dance at the Slaughterhouse William Morrow, New York 1991                         | Tanz im Schlachthof Haffmans bei Heyne, München 1993          |
| 1993 | Margaret Maron                      | Bootlegger’s Daughter Mysterious Press, New York 1992                               | Die Schatten des Südens Econ, Düsseldorf 1994                 |
| 1994 | Minette Walters                     | The Sculptress Macmillan, London 1993                                               | Die Bildhauerin Goldmann, München 1995                        |
| 1995 | Mary Willis Walker                  | The Red Scream Doubleday, New York 1994                                             | Der rote Schrei Goldmann, München 1996                        |
| 1996 | Dick Francis                        | Come to Grief Michael Joseph, London 1995                                           | Favorit Diogenes, Zürich 1997                                 |
| 1997 | Thomas H. Cook                      | The Chatham School Affair Bantam Books, New York 1996                               | Wer das Dunkel erblickt Lübbe, Bergisch Gladbach 1999         |
| 1998 | James Lee Burke                     | Cimarron Rose Hyperion, New York 1997                                               | Dunkler Strom Goldmann, München 1999                          |
| 1999 | Robert Clark                        | Mr. White's Confession Picador, New York 1998                                       | Das Verbrechen des Mr. White btb, München 2001                |
| 2000 | Jan Burke                           | Bones Simon & Schuster, New York 1999                                               | Grabesstille Goldmann, München 2000                           |
| 2001 | Joe R. Lansdale                     | The Bottoms Mysterious Press, New York 2000                                         | Die Wälder am Fluss DuMont, Köln 2005                         |
| 2002 | T. Jefferson Parker                 | Silent Joe Hyperion, New York 2001                                                  | Der stille Mann Ullstein, München 2002                        |
| 2003 | S. J. Rozan                         | Winter and Night St. Martin's Minotaur, New York 2002                               |                                                               |
| 2004 | Ian Rankin                          | Resurrection Men Orion, London 2001                                                 | Die Tore der Finsternis Manhattan, München 2003               |
| 2005 | T. Jefferson Parker                 | California Girl William Morrow, New York 2004                                       |                                                               |
| 2006 | Jess Walter                         | Citizen Vince Regan Books, New York 2005                                            | Die Agenda Heyne, München 2006                                |
| 2007 | Jason Goodwin                       | The Janissary Tree Farrar, Straus and Giroux, New York 2006                         | Die Weisheit des Eunuchen Piper, München 2006                 |
| 2008 | John Hart                           | Down River St. Martin's Minotaur, New York 2007                                     | Der dunkle Fluss C. Bertelsmann, München 2009                 |
| 2009 | C. J. Box                           | Blue Heaven St. Martin's Minotaur, New York 2008                                    | Stumme Zeugen Heyne, München 2007                             |
| 2010 | John Hart                           | The Last Child St. Martin's Minotaur, New York 2009                                 | Das letzte Kind C. Bertelsmann, München 2010                  |
| 2011 | Steve Hamilton                      | The Lock Artist St. Martin's Minotaur, New York 2009                                | Der Mann aus dem Safe Droemer, München 2012                   |
| 2012 | Mo Hayder                           | Gone Atlantic Monthly Press, New York 2010                                          | Verderbnis Goldmann, München 2012                             |
| 2013 | Dennis Lehane                       | Live by Night                                                                       | In der Nacht Diogenes, Zürich 2013                            |
| 2014 | William Kent Krueger                | Ordinary Grace Atria Books, New York 2013                                           | Für eine kurze Zeit waren wir glücklich Piper, München 2019   |
| 2015 | Stephen King                        | Mr. Mercedes Scribner, New York 2014                                                | Mr. Mercedes Heyne, München 2014                              |
| 2016 | Lori Roy                            | Let Me Die in His Footsteps Dutton, New York 2016                                   |                                                               |
| 2017 | Noah Hawley                         | Before the Fall Grand Central Publishing, New York 2016                             | Vor dem Fall Goldmann, München 2016                           |
| 2018 | Attica Locke                        | Bluebird, Bluebird Hachette Book Group – Little, Brown & Co./Mulholland Books, 2017 | Bluebird, Bluebird Polar, Stuttgart 2019                      |
| 2019 | Walter Mosley                       | Down the River Unto the Sea Mulholland Books, New York 2018                         |                                                               |
| 2020 | Elly Griffiths                      | The Stranger Diaries Houghton Mifflin Harcourt, Boston 2019                         |                                                               |
| 2021 | Deepa Anappara                      | Djinn Patrol on the Purple Line Penguin Random House, New York 2021                 | Die Detektive vom Bhoot-Bazar Rowohlt, Hamburg 2020           |
| 2022 | James Kestrel                       | Five Decembers Titan Books, New York 2021                                           | Fünf Winter Suhrkamp, Berlin 2023                             |
| 2023 | Danya Kukafka                       | Notes on an Execution HarperCollins, New York 2022                                  | Notizen zu einer Hinrichtung Aufbau-Verlag, 2024              |
| 2024 | James Lee Burke                     | Flags on the Bayou Grove Atlantic, New York 2023                                    |                                                               |

1 = Verlags- und Erscheinungsdaten beziehen sich auf die Original- bzw. deutschen Erstausgaben

### Bester Erstlingsroman – Best First Novel by an American Author
| Jahr | Preisträger/-in                    | Originaltitel Verlag, Ort Jahr 1                                 | Deutscher Titel Verlag, Ort Jahr 1                                           |
| 1946 | Julius Fast                        | Watchful at Night Rinehart & Co., New York 1945                  |                                                                              |
| 1947 | Helen Eustis                       | The Horizontal Man Harper Bros., New York 1946                   | Die Nacht der bösen Träume Goldmann, München 1971                            |
| 1948 | Fredric Brown                      | The Fabulous Clipjoint E.P. Dutton, New York 1947                | Hunters erste Jagd Bastei Lübbe, Bergisch Gladbach 1987                      |
| 1949 | Mildred Davis                      | The Room Upstairs Simon & Schuster, New York 1948                | Leiche aus guter Familie Scherz, Bern u. a. 1968                             |
| 1950 | Alan Green                         | What a Body Simon & Schuster, New York 1949                      | Gesund gelebt ist halb gestorben Scherz, Bern u. a. 1967                     |
| 1951 | Thomas Walsh                       | Nightmare in Manhattan Little, Brown & Co., Boston 1950          | Kidnapper in Manhattan Goldmann, München 1953                                |
| 1952 | Mary McMullen                      | Strangle Hold Harper Bros., 1951                                 |                                                                              |
| 1953 | William Campbell Gault             | Don’t Cry for Me E.P. Dutton, New York 1952                      |                                                                              |
| 1954 | Ira Levin                          | A Kiss Before Dying Simon & Schuster, New York 1953              | Kuss vor dem Tode A. Müller, Rüschlikon/Zürich 1957                          |
| 1955 | Jean Potts                         | Go, Lovely Rose Scribner's, New York 1954                        |                                                                              |
| 1956 | Lane Kauffman                      | The Perfectionist Lippincott, 1955                               |                                                                              |
| 1957 | Donald McNutt Douglass             | Rebecca’s Pride Harper Bros., New York 1956                      | Yankee go home! Rowohlt, Reinbek 1974                                        |
| 1958 | William Rawle Weeks                | Knock and Wait a While Houghton-Mifflin, Boston 1957             |                                                                              |
| 1959 | Richard Martin Stern               | The Bright Road to Fear Ballantine, New York 1958                | Kein Weg zurück Ullstein, Frankfurt/M. 1961                                  |
| 1960 | Henry Slesar                       | The Grey Flanell Shroud Random House, New York 1959              | Wer nicht wirbt, der stirbt Goldmann, München 1961                           |
| 1961 | John Holbrooke Vance (Jack Vance)  | The Man in the Cage Random House, New York 1960                  | Der Mann im Käfig Goldmann, München 1963                                     |
| 1962 | Suzanne Blanc                      | The Green Stone Harper Bros., New York 1961                      | Der grüne Edelstein Rowohlt, Reinbek 1964                                    |
| 1963 | Robert L. Fish                     | The Fugitive Simon & Schuster, New York 1962                     |                                                                              |
| 1964 | Cornelius Hirschberg               | Florentine Finish Harper & Row, New York 1963                    | Nicht lupenrein Goldmann, München 1965                                       |
| 1965 | Harry Kemelman                     | Friday the Rabbi Slept Late Crown, New York 1964                 | Am Freitag schlief der Rabbi lang Rowohlt, Reinbek 1966                      |
| 1966 | John Ball                          | In the Heat of the Night Harper & Row, New York 1965             | Heißer Mond Ullstein, Frankfurt/M. 1966                                      |
| 1967 | Ross Thomas                        | The Cold War Swep William Morrow, New York 1966                  | Der Ein-Weg-Mensch Ullstein, Frankfurt/M. 1970                               |
| 1968 | Michael Collins (aka Dennis Lynds) | Act of Fear Dodd, Mead & Co., New York 1967                      | Letzter Ausweg Mord Ullstein, Frankfurt/M. 1970                              |
| 1969 | E. Richard Johnson                 | Silver Street Harper & Row, New York 1968                        | Der Tod auf Silver Street Ullstein, Frankfurt/M. 1967                        |
| 1969 | Dorothy Uhnak                      | The Bait Simon & Schuster, New York 1968                         | Mädchenmord mit Voranmeldung Scherz, Bern u. a. 1971                         |
| 1970 | Joe Gores                          | A Time for Predators Random House, New York 1969                 | Der Leichenmacher Ullstein, Frankfurt/M. 1970                                |
| 1971 | Lawrence Sanders                   | The Anderson Tapes Putnam, New York 1970                         | 23 Uhr, York Avenue Molden, Wien u. a. 1971                                  |
| 1972 | A.H.Z. Carr                        | Finding Maubee Putnam, New York 1971                             | Sein Freund der Mörder Heyne, München 1972                                   |
| 1973 | R. H. Shimer                       | Squaw Point Harper & Row, New York 1972                          | Das Schiff des Piraten Heyne, München 1974                                   |
| 1974 | Paul E. Erdman                     | The Billion Dollar Sure Thing Scribner's, New York 1973          | Der Milliarden-Dollar-Schnitt Piper, München 1974                            |
| 1975 | Gregory Mcdonald                   | Fletch Bobbs-Merrill, Indianapolis 1974                          | Opfer sucht passenden Mörder Ullstein, Frankfurt/M. 1977                     |
| 1976 | Rex Burns                          | The Alvarez Journal Harper & Row, New York 1975                  | Der Alvarez-Clan Rowohlt, Reinbek 1979                                       |
| 1977 | James Patterson                    | The Thomas Berryman Number Little, Brown & Co., Boston 1976      | Der Auftrag Rowohlt, Reinbek 1979                                            |
| 1978 | Robert Ross                        | A French Finish Putnam, New York 1977                            |                                                                              |
| 1979 | William L. DeAndrea                | Killed in the Ratings Harcourt, Brace, Jovanovich, New York 1978 | Ausgeschaltet Bastei Lübbe, Bergisch Gladbach 1982                           |
| 1980 | Richard North Patterson            | The Lasko Tangent W. W. Norton, New York 1979                    | Das Siegel des Schweigens Goldmann, München 1995                             |
| 1981 | K. Nolte Smith                     | The Watcher Coward, McCann & Geoghegan, New York 1980            |                                                                              |
| 1982 | Stuart Woods                       | Chiefs W.W. Norton, New York 1981                                | Die Nachfolger Goldmann, München 1984                                        |
| 1983 | Thomas Perry                       | The Butcher's Boy Scribner's, New York 1982                      | Abrechnung in Las Vegas Goldmann, München 1984                               |
| 1984 | Will Harriss                       | The Bay Palm Book Murder Walker & Co., New York 1983             |                                                                              |
| 1985 | R. D. Rosen                        | Strike Three, You're Dead Walker & Co., New York 1984            |                                                                              |
| 1986 | Jonathan Kellerman                 | When the Bough Breaks Atheneum, New York 1985                    | Blackout: Roman eines rätselhaften Verbrechens Lübbe, Bergisch Gladbach 1987 |
| 1987 | Larry Beinhart                     | No One Rides for Free William Morrow, New York 1986              | Kein Trip für Cassella Rowohlt, Reinbek 1989                                 |
| 1988 | Deidre S. Laiken                   | Death Among Strangers Macmillan, New York 1987                   |                                                                              |
| 1989 | David Stout                        | Carolina Skeletons Mysterious Press, New York 1988               |                                                                              |
| 1990 | Susan Wolfe                        | The Last Billable Hour St. Martin's Press, New York 1989         | Das letzte Honorar Piper, München 1993                                       |
| 1991 | Patricia Daniels Cornwell          | Post Mortem Scribner's, New York 1990                            | Ein Fall für Kay Scarpetta Knaur, München 1992                               |
| 1992 | Peter Blauner                      | Slow Motion Riot William Morrow, New York 1991                   | King Scherz, Bern u. a. 1993                                                 |
| 1993 | Michael Connelly                   | The Black Echo Little, Brown & Co., Boston 1990                  | Das Schwarze Echo Ullstein, Frankfurt/M. 1994                                |
| 1994 | Laurie R. King                     | A Grave Talent St. Martin's Press, New York 1993                 | Die Farbe des Todes Rowohlt, Reinbek 1997                                    |
| 1995 | George Dawes Green                 | The Caveman's Valentine Warner Books, Clayton 1994               | Die Geschworene Droemer Knaur, München 1995                                  |
| 1996 | David Housewright                  | Penance Foul Play Press, New York 1995                           |                                                                              |
| 1997 | John Morgan Wilson                 | Simple Justice Bantam Books, New York 1996                       | Der Gerechte Argument, Hamburg 1998                                          |
| 1998 | Joseph Kanon                       | Los Alamos Broadway Books, New York 1997                         | Die Tage vor Los Alamos Blessing, München 1997                               |
| 1999 | Steve Hamilton                     | A Cold Day in Paradise St, Martin's Press, New York 1998         | Ein kalter Tag im Paradies DuMont, Köln 2001                                 |
| 2000 | Eliot Pattison                     | The Skull Mantra St. Martin's Press, New York 1999               | Der fremde Tibeter Rütten und Loening, Berlin 2000                           |
| 2001 | David Liss                         | Conspiracy of Paper Random House, New York 2000                  | Die Papierverschwörung Goldmann, München 2001                                |
| 2002 | David Ellis                        | Line of Vision Putnam, New York 2001                             |                                                                              |
| 2003 | Jonathon King                      | The Blue Edge of Midnight E.P. Dutton, New York 2002             | Das Messer im Sumpf Knaur, München 2004                                      |
| 2004 | Rebecca Pawel                      | Death of a Nationalist Soho Press, New York 2003                 |                                                                              |
| 2005 | Don Lee                            | Country of Origin W.W. Norton, New York 2004                     | Wenn es Nacht wird in Tokio Goldmann, München 2005                           |
| 2006 | Theresa Schwegel                   | Officer Down St. Martin's Minotaur, New York 2005                |                                                                              |
| 2007 | Alex Berenson                      | The Faithful Spy Random House, New York 2006                     | Kurier des Todes Heyne, München 2008                                         |
| 2008 | Tana French                        | In the Woods Viking, New York 2007                               | Grabesgrün Scherz, München 2008                                              |
| 2009 | Francie Lin                        | The Foreigner Picador, New York 2008                             |                                                                              |
| 2010 | Stefanie Pintoff                   | In the Shadow of Gotham St. Martin's Minotaur, New York 2009     |                                                                              |
| 2011 | Bruce DeSilva                      | Rogue Island Forge, New York 2010                                |                                                                              |
| 2012 | Lori Roy                           | Bent Road Dutton, New York 2011                                  |                                                                              |
| 2013 | Chris Pavone                       | The Expats Crown Publishers, 2012                                | Die Frau, die niemand kannte Piper, München 2012                             |
| 2014 | Jason Matthews                     | Red Sparrow Scribner, New York 2013                              | Operation Red Sparrow Goldmann, München 2015                                 |
| 2015 | Tom Bouman                         | Dry Bones in the Valley W. W. Norton, New York 2014              | Auf der Jagd, Kriminalroman Ars Vivendi, Cadolzburg 2017                     |
| 2016 | Viet Thanh Nguyen                  | The Sympathizer Grove Atlantic, New York 2015                    | Der Sympathisant Blessing, München 2017                                      |
| 2017 | Flynn Berry                        | Under the Harrow Weidenfeld & Nicolson, London 2016              |                                                                              |
| 2018 | Jordan Harper                      | She Rides Shotgun Ecco Press, New York 2017                      | Die Rache der Polly McClusky Ullstein, Berlin 2018                           |
| 2019 | James A. McLaughlin                | Bearskin Ecco Press, New York 2017                               |                                                                              |
| 2020 | Angie Kim                          | Miracle Creek Hodder & Stoughton, London 2019                    | Miracle Creek Hanserblau, München 2020                                       |
| 2021 | Caitlin Mullen                     | Please See Us Gallery Books, New York 2020                       |                                                                              |
| 2022 | Erin Flanagan                      | Deer Season University of Nebraska Press, Lincoln/NE 2021        | Dunkelzeit Atrium, Zürich 2023                                               |
| 2023 | Eli Cranor                         | Don’t Know Tough Soho Crime, New York 2022                       | Bis aufs Blut Atrium, Zürich/Hamburg 2024                                    |
| 2024 | I. S. Berry                        | The Peacock and the Sparrow Simon & Schuster, New York 2023      |                                                                              |

1 = Verlags- und Erscheinungsdaten beziehen sich auf die Original- bzw. deutschen Erstausgaben

### Bester Roman als Originaltaschenbuch – Best Paperback Original
| Jahr | Preisträger/-in                     | Originaltitel Verlag, Ort Jahr 1                                                 | Deutscher Titel Verlag, Ort Jahr 1                            |
| 1970 | Scott C.S. Stone                    | The Dragon's Eye Gold Medal, New York 1969                                       | Drachenauge Goldmann, München 1972                            |
| 1971 | Dan J. Marlowe                      | Flashpoint Gold Medal, New York 1970                                             | Gejagt und geschnappt Desch, München 1972                     |
| 1972 | Frank McAuliffe                     | For Murder I Charge More Ballantine, New York 1971                               |                                                               |
| 1973 | Richard Wormser                     | The Invader Gold Medal, New York 1972                                            |                                                               |
| 1974 | Will Perry                          | Death of an Informer Pyramid, New York 1973                                      |                                                               |
| 1975 | Roy Winsor                          | The Corpse That Walked Fawcett, New York 1974                                    | Rache ist nicht immer süss Heyne, München 1977                |
| 1976 | John R. Feegel                      | Autopsy Avon Books, New York 1975                                                |                                                               |
| 1977 | Gregory Mcdonald                    | Confess, Fletch Avon Books, New York 1976                                        | Mörder sucht passenden Sündenbock Ullstein, Frankfurt/M. 1978 |
| 1978 | Mike Jahn                           | The Quark Maneuver Ballantine, New York, 1977                                    |                                                               |
| 1979 | Frank Bandy                         | Deceit and Deadly Lies Charter, New York 1978                                    |                                                               |
| 1980 | William L. Andrea                   | The Hog Murders Avon Books, New York 1979                                        | Mordgespinste Bastei Lübbe, Bergisch Gladbach 1980            |
| 1981 | Bill Granger                        | Public Murders Jove, New York 1980                                               | Frauenmord in Chicago Ullstein, Frankfurt/M. 1985             |
| 1982 | L.A. Morse                          | The Old Dick Avon Books, New York 1981                                           | Alte Besen kehren gut Heyne, München 1983                     |
| 1983 | Teri White                          | Triangel Ace/Charter, New York 1982                                              |                                                               |
| 1984 | Margaret Tracy                      | Mrs. White Dell, New York 1983                                                   |                                                               |
| 1985 | Molly Cochran Warren Murphy         | Grandmaster Pinnacle, Crestwood 1984                                             | Der Großmeister Goldmann, München 1986                        |
| 1986 | Warren Murphy                       | Pigs Get Fat New American Library, New York 1985                                 |                                                               |
| 1987 | Robert W. Campbell                  | The Junkyard Dog New American Library, New York 1986                             | Kettenhund Bastei Lübbe, Bergisch Gladbach 1988               |
| 1988 | Sharyn McCrumb                      | Bimbos of the Death Sun TSR 1987                                                 |                                                               |
| 1989 | Timothy Findley                     | The Telling of Lies Dell, New York 1988                                          | Liegt ein toter Mann am Strand Ullstein, Berlin 1997          |
| 1990 | Keith Peterson (aka Andrew Klavan)  | The Rain Bantam, New York 1989                                                   |                                                               |
| 1991 | David Handler (aka Russell Andrews) | The Man Who Would Be F. Scott Fitzgerald Bantam, New York 1990                   |                                                               |
| 1992 | Thomas Adcock                       | Dark Maze Pocket Books, New York 1991                                            | Feuer und Schwefel Haffmans, Zürich 1994                      |
| 1993 | Dana Stabenow                       | A Cold Day for Murder Berkley, New York 1992                                     | Kaltes Feuer Scherz, Bern u. a. 1996                          |
| 1994 | Steven Womack                       | Dead Folk's Blues Ballantine, New York, 1993                                     | Totenblues Droemer Knaur, München 1996                        |
| 1995 | Lisa Scottoline                     | Final Appeal Harper & Row, New York 1994                                         | Rosen sind rot Limes, München 1997                            |
| 1996 | William Heffernan                   | Tarnished Blue Onyx, Memphis 1995                                                |                                                               |
| 1997 | Harlan Coben                        | Fade Away Dell, New York 1996                                                    | Der Insider Goldmann, München 2007                            |
| 1998 | Laura Lippman                       | Charm City Avon Books, New York 1997                                             | Charm City Rotbuch, Hamburg 2003                              |
| 1999 | Rick Riordan                        | The Widower's Two-Step Bantam, New York 1998                                     |                                                               |
| 2000 | Ruth Birmingham                     | Fulton County Blues Berkley Prime, New York 1999                                 |                                                               |
| 2001 | Mark Graham                         | The Black Maria Avon Books, New York 2000                                        |                                                               |
| 2002 | Daniel Chavarría                    | Adios Muchachos Akashic Books, New York 2001                                     | Adiós, ihr Jungs! Edition Köln, Köln 2006                     |
| 2003 | T.J. MacGregor                      | Out of Sight Pinnacle, Crestwood 2002                                            |                                                               |
| 2004 | Sylvia Maultash Warsh               | Find Me Again Dundurn Group, Toronto 2003                                        |                                                               |
| 2005 | Domenic Stansberry                  | The Confession Hard Case Crime, New York 2004                                    |                                                               |
| 2006 | Jeffrey Ford                        | Girl in the Glass Dark Alley, New York 2005                                      |                                                               |
| 2007 | Naomi Hirahara                      | Snakeskin Shamisen Delta Books, New York 2006                                    |                                                               |
| 2008 | Megan Abbott                        | Queenpin Simon & Schuster, New York 2007                                         |                                                               |
| 2009 | Meg Gardiner                        | China Lake Obsidian Mystery, New York 2008                                       | Gottesdienst Heyne, München 2008                              |
| 2010 | Marc Strange                        | Body Blows Dundurn Press, Toronto 2009                                           |                                                               |
| 2011 | Robert Goddard                      | Long Time Coming Bantam Books, New York 2010                                     |                                                               |
| 2012 | Robert Jackson Bennett              | The Company Man Orbit, New York 2011                                             |                                                               |
| 2013 | Ben H. Winters                      | The Last Policeman Quirk Books, Philadelphia 2012                                | Der letzte Polizist Heyne Verlag, München 2013                |
| 2014 | Alex Marwood                        | The Wicked Girls Sphere, London 2012                                             | Im Schatten der Lüge Heyne, München 2012                      |
| 2015 | Chris Abani                         | The Secret History of Las Vegas Penguin Books, New York 2014                     |                                                               |
| 2016 | Lou Berney                          | The Long and Faraway Gone HarperCollins Publishers                               |                                                               |
| 2017 | Adrian McKinty                      | Rain Dogs Prometheus Books – Seventh Street Books, New York 2016                 | Rain Dogs Suhrkamp, Berlin 2017                               |
| 2018 | Anna Mazzola                        | The Unseeing Sourcebooks – Sourcebooks Landmark, 2017                            |                                                               |
| 2019 | Alison Gaylin                       | If I Die Tonight William Morrow, New York 2018                                   |                                                               |
| 2020 | Adam O’Fallon Price                 | The Hotel Neversink Tin House Books, Portland/OR 2019                            |                                                               |
| 2021 | Alyssa Cole                         | When No One Is Watching William Morrow, New York 2020                            |                                                               |
| 2022 | Alan Parks                          | Bobby March Will Live Forever Europa Editions, New York 2021                     | Bobby March Forever Heyne, München 2021                       |
| 2023 | Joe Hart                            | Or Else Thomas & Mercer, Seattle 2022                                            |                                                               |
| 2024 | Jesse Q. Sutanto                    | Vera Wong’s Unsolicited Advice for Murderers Penguin Random House, New York 2023 |                                                               |

1 = Verlags- und Erscheinungsdaten beziehen sich auf die Original- bzw. deutschen Erstausgaben

### Beste Kurzgeschichte – Best Short Story
| Jahr | Preisträger/-in      | Original-Titel                                                          | Deutscher Titel Anthologie, Verlag, Ort Jahr |
| 1951 | Lawrence G. Blochman | Diagnosis: Homicide                                                     | Die Sache mit den Katzenfischen In: Bill Pronzini (Hrsg.): Edgar 2; Rowohlt, Reinbek 1982                                                          |
| 1952 | John Collier         | Fancies and Goodnights                                                  | |
| 1953 | Philip MacDonald     | Something to Hide                                                       | Der Hellseher - Kriminalstories Rowohlt, Reinbek 1964                                                                                              |
| 1954 | Roald Dahl           | Someone Like You                                                        | |
| 1955 | Stanley Ellin        | The House Party                                                         | Die Wochenendparty In: Bill Pronzini (Hrsg.): Edgar 1; Rowohlt, Reinbek 1982                                                                       |
| 1956 | Philip MacDonald     | Dream No More                                                           | Ein Freund in der Not In: Bill Pronzini (Hrsg.): Edgar 3; Rowohlt, Reinbek 1983                                                                    |
| 1957 | Stanley Ellin        | The Blessington Method                                                  | Die Blessington-Methode In: Bill Pronzini (Hrsg.): Edgar 3; Rowohlt, Reinbek 1983                                                                  |
| 1958 | Gerald Kersh         | The Secret of the Bottle                                                | |
| 1959 | William O’Farrell    | Over There, Darkness                                                    | Wo das Dunkel anfängt In: Bill Pronzini (Hrsg.): Edgar 1; Rowohlt, Reinbek 1982                                                                    |
| 1960 | Roald Dahl           | The Landlady                                                            | Die Wirtin In: Küsschen, Küsschen! Büchergilde Gutenberg, Frankfurt/M. u. a. 1976                                                                  |
| 1961 | John Durham          | Tiger                                                                   | |
| 1962 | Avram Davidson       | Affair at Lahore Cantonment                                             | |
| 1963 | David Ely            | The Sailing Club                                                        | Der Klub In: Bill Pronzini (Hrsg.): Edgar 2; Rowohlt, Reinbek 1982                                                                                 |
| 1964 | Leslie Ann Brownrigg | Man Gehorcht                                                            | |
| 1965 | Lawrence Treat       | H as in Homicide                                                        | |
| 1966 | Shirley Jackson      | The Possibility of Evil                                                 | |
| 1967 | Rhys Davies          | The Chosen One                                                          | Der Auserwählte In: Bill Pronzini (Hrsg.): Edgar 2; Rowohlt, Reinbek 1982                                                                          |
| 1968 | Edward D. Hoch       | The Oblong Room                                                         | Das rechteckige Zimmer u. a. in: Die perfektesten Morde. Scherz, Bern u. a. 1986                                                                   |
| 1969 | Warner Law           | The Man Who Fooled the World                                            | Der Mann, der die Welt zum Narren hielt In: Bill Pronzini (Hrsg.): Edgar 1; Rowohlt, Reinbek 1982                                                  |
| 1970 | Joe Gores            | Goodbye, Pops                                                           | Lebwohl, Dad In: Bill Pronzini (Hrsg.): Edgar 2; Rowohlt, Reinbek 1982                                                                             |
| 1971 | Margaret Finn Brown  | In the Forrests of Riga the Beasts Are Very Wild Indeed                 | In den Wäldern von Riga sind die wilden Tiere wirklich wild In: Bill Pronzini (Hrsg.): 25 Jahre thriller Jubiläums-Lesebuch; Rowohlt, Reinbek 1987 |
| 1972 | Robert L. Fish       | Moonlight Gardener                                                      | Mondscheingärtner u. a. in: Die perfektesten Morde. Scherz, Bern u. a. 1986                                                                        |
| 1973 | Joyce Harrington     | The Purple Shroud                                                       | Das purpurrote Leichentuch In: Bill Pronzini (Hrsg.): Edgar 1; Rowohlt, Reinbek 1982                                                               |
| 1974 | Harlan Ellison       | The Whimper of Whipped Dogs                                             | Das Winseln geprügelter Hunde In: Bill Pronzini (Hrsg.): Edgar 3; Rowohlt, Reinbek 1983                                                            |
| 1975 | Ruth Rendell         | The Fallen Curtain                                                      | Der gefallene Vorhang und andere Geschichten Ullstein, Hamburg 1982                                                                                |
| 1976 | Jesse Hill Ford      | The Jail                                                                | Ein Gefängnis für den Sheriff In: Bill Pronzini (Hrsg.): Edgar 1; Rowohlt, Reinbek 1982                                                            |
| 1977 | Etta Revesz          | Like a Terrible Sream                                                   | Wie ein gräßlicher Schrei In: Bill Pronzini (Hrsg.): Edgar 3; Rowohlt, Reinbek 1983                                                                |
| 1978 | Thomas Walsh         | Chance After Chance                                                     | Die Chance In: Bill Pronzini (Hrsg.): Edgar 2; Rowohlt, Reinbek 1982                                                                               |
| 1979 | Barbara Owens        | The Cloud Beneath the Eaves                                             | Die Wolke In: Bill Pronzini (Hrsg.): Edgar 3; Rowohlt, Reinbek 1983                                                                                |
| 1980 | Geoffrey Norman      | Armed and Dangerous                                                     | |
| 1981 | Clark Howard         | Hornman                                                                 | |
| 1982 | Jack Richie          | The Absence of Emily                                                    | |
| 1983 | Frederick Forsyth    | There Are No Snakes in Ireland                                          | In Irland gibt es keine Schlangen Piper, München 1982                                                                                              |
| 1984 | Ruth Rendell         | The New Girlfriend                                                      | Die neue Freundin In: Bill Pronzini (Hrsg.): 25 Jahre thriller Jubiläums-Lesebuch; Rowohlt, Reinbek 1987                                           |
| 1985 | Lawrence Block       | By Dawn's Early Light                                                   | |
| 1986 | John Lutz            | Ride the Lightening                                                     | |
| 1987 | Robert Sampson       | Rain in Pinton County                                                   | |
| 1988 | Harlan Ellison       | Soft Monkey                                                             | Das weiche Äffchen In: Ellen Datlow; Terri Windling (Hrsg.): Das neue Buch der Fantasy; Bastei Lübbe, Bergisch Gladbach 1990                       |
| 1989 | Bill Crenshaw        | Flicks                                                                  | |
| 1990 | Donald E. Westlake   | Too Many Crooks                                                         | |
| 1991 | Lynne Barrett        | Elvis Lives                                                             | |
| 1992 | Wendy Hornsby        | Nine Sons                                                               | |
| 1993 | Benjamin M. Schutz   | Mary, Mary, Shut the Door                                               | |
| 1994 | Lawrence Block       | Keller's Therapy                                                        | |
| 1995 | Doug Allyn           | The Dancing Bear                                                        | |
| 1996 | Jean B. Cooper       | The Judge's Boy                                                         | |
| 1997 | Michael Malone       | Red Clay                                                                | |
| 1998 | Lawrence Block       | Keller on the Spot                                                      | |
| 1999 | Tom Franklin         | Poachers                                                                | |
| 2000 | Anne Perry           | Heroes                                                                  | |
| 2001 | Peter Robinson       | Missing in Action                                                       | Vermisst. In: Inspector Banks kehrt heim - und andere Krimigeschichten; Ullstein, Hamburg 2007                                                     |
| 2002 | S. J. Rozan          | Double-Crossing Delancy                                                 | |
| 2003 | Raymond Steiber      | Mexican Gatsby                                                          | |
| 2004 | G. Miki Hayden       | The Maids                                                               | |
| 2005 | Laurie Lynn Drummond | Something About a Scar                                                  | |
| 2006 | James W. Hall        | The Catch                                                               | |
| 2007 | Charles Ardai        | The Home Front                                                          | |
| 2008 | Susan Straight       | The Golden Gopher                                                       | |
| 2009 | T. Jefferson Parker  | Skinhead Central                                                        | |
| 2010 | Luis Alberto Urrea   | Amapola                                                                 | |
| 2011 | Doug Allyn           | The Scent of Lilacs                                                     | |
| 2012 | Peter Turnbull       | The Man Who Took His Hat Off to the Driver of the Train                 | |
| 2013 | Karin Slaughter      | The Unremarkable Heart – Mystery Writers of America Presents: Vengeance | |
| 2014 | John Connolly        | The Caston Private Lending Library & Book Depository                    | |
| 2015 | Gillian Flynn        | What Do You Do?                                                         | |
| 2016 | Stephen King         | Bazaar of Bad Dreams                                                    | Basar der bösen Träume |
| 2017 | Lawrence Block       | Autumn at the Automat                                                   | |
| 2018 | John Crowley         | Spring Break – New Haven Noir                                           | |
| 2019 | Art Taylor           | English 398: Fiction Workshop                                           | |
| 2020 | Livia Llewellyn      | One of These Nights                                                     | |
| 2021 | Maaza Mengiste       | Dust, Ash, Flight                                                       | |
| 2022 | R. T. Lawton         | The Road to Hana                                                        | |
| 2023 | Gregory Fallis       | Red Flag                                                                | |
| 2024 | Linda Castillo       | Hallowed Ground                                                         | |

### Bestes kritisches oder biografisches Buch – Best Critical or Biographical Work
| Jahr | Preisträger/-in                                                  | Originaltitel Verlag, Ort Jahr 1 | Deutscher Titel Verlag, Ort Jahr 1                                                                             |
| 1977 | Marvin Lachman, Otto Penzler, Charles Shibuk, Chris Steinbrunner | Encyclopedia of Mystery and Detection McGraw-Hill, Columbus 1976                                                                     | |
| 1978 | John McAleer                                                     | Rex Stout Little, Brown & Co., Boston 1977                                                                                           | |
| 1979 | Gwen Robins                                                      | The Mystery of Agatha Christie Doubleday, New York 1978                                                                              | |
| 1980 | Ralph E. Hone                                                    | Dorothy L. Sayers, A Literary Biography Kent State University Press, Kent 1979                                                       | |
| 1981 | John M. Reilly                                                   | Twentieth Century Crime and Mystery Writers St. Martin's Press, New York 1980                                                        | |
| 1982 | Jon L. Breen                                                     | What About Murder? Scarecrow Press, Lanham 1981                                                                                      | |
| 1983 | Roy Hoopes                                                       | Cain Holt, Rinehart & Winston, Orlando 1982                                                                                          | |
| 1984 | Donald Spoto                                                     | The Dark Side of Genius: The Life of Alfred Hitchcock Little, Brown & Co., Boston 1983                                               | Alfred Hitchcock: Die dunkle Seite des Genies Kabel, Hamburg 1984                                              |
| 1985 | Jon L. Breen                                                     | Novel Verdicts: A Guide to Courtroom Fiction Scarecrow Press, Lanham 1984                                                            | |
| 1986 | Peter Lewis                                                      | John le Carre Ungar Press, New York 1985                                                                                             | |
| 1987 | Eric Ambler                                                      | Here Lies: An Autobiography Farrar, Straus, Giroux, New York 1986                                                                    | Ambler Diogenes, Zürich 1986                                                                                   |
| 1988 | Leroy Lad Panek                                                  | Introduction to the Detective Story Popular Press, Madison 1987                                                                      | |
| 1989 | Francis M. Nevins, Jr.                                           | Cornell Woolrich: First You Dream, Then You Die Mysterious Press, New York 1988                                                      | |
| 1990 | Norman Sherry                                                    | The Life of Graham Greene Penguin, New York 1989                                                                                     | |
| 1991 | John Conquest                                                    | Trouble is Their Business: Private Eyes in Fiction, Film, and Television, 1927–1988 Garland, New York 1990                           | |
| 1992 | Kenneth Silverman                                                | Edgar A. Poe: Mournful and Never-Ending Remembrance HarperCollins, New York 1991                                                     | |
| 1993 | John Loughery                                                    | Alias S. S. Van Dine Scribner's, New York 1992                                                                                       | |
| 1994 | Burl Barer                                                       | The Saint: A Complete History McFarland & Co., Jefferson 1993                                                                        | The Saint: Der Mann ohne Namen Goldmann, München 1997                                                          |
| 1995 | William L. DeAndrea                                              | Encyclopedia Mysteriosa Pearson Prentice-Hall, Englewood Cliffs 1994                                                                 | |
| 1996 | Robert Polito                                                    | Savage Art: A Biography of Jim Thompson Alfred A. Knopf, New York 1995                                                               | |
| 1997 | Michael Atkinson                                                 | The Secret Marriage of Sherlock Holmes University of Michigan Press, Ann Arbor 1996                                                  | |
| 1998 | Natalie Hevener Kaufman, Carol McGinnis Kay                      | G is for Grafton: The World of Kinsey Millhone Henry Holt, New York 1997                                                             | |
| 1999 | Maureen Corrigan, Robin W. Winks                                 | Mystery and Suspense Writers Scribner's, New York 1998                                                                               | |
| 2000 | Daniel Stashower                                                 | Teller of Tales: The Life of Arthur Conan Doyle Henry Holt, New York 1999                                                            | Sir Arthur Conan Doyle : Das Leben des Vaters von Sherlock Holmes Baskerville Bücher, Köln 2006                |
| 2001 | Ethan Lewis, Robert Kuhn McGregor                                | Conundrums for the Long Week-End Kent State University Press, Kent 2000                                                              | |
| 2002 | Dawn B. Sova                                                     | Edgar Allan Poe: A to Z Checkmark Books, New York 2001                                                                               | |
| 2003 | Mike Ashley                                                      | Mammoth Encyclopedia of Modern Crime Fiction Carroll & Graf, New York 2002                                                           | |
| 2004 | Andrew Wilson                                                    | Beautiful Shadow: A Life of Patricia Highsmith Bloomsbury, New York 2003                                                             | Schöner Schatten - Das Leben von Patricia Highsmith Berlin, Berlin 2003                                        |
| 2005 | Leslie S. Klinger                                                | The New Annotated Sherlock Holmes: The Complete Short Stories W.W. Norton & Co., New York 2004                                       | |
| 2006 | Melanie Rehak                                                    | Girl Sleuth: Nancy Drew and the Women Who Created Her Harcourt Inc., San Diego 2005                                                  | |
| 2007 | E.J. Wagner                                                      | The Science of Sherlock Holmes: From Baskerville Hall to the Valley of Fear John Wiley & Sons, Hoboken 2006                          | E.J. Wagner: Die Wissenschaft bei Sherlock Holmes und die Anfänge der Gerichtsmedizin Weinheim, Wiley-VCH 2008 |
| 2008 | Jon Lellenberg, Daniel Stashower, Charles Foley                  | Arthur Conan Doyle: A Life in Letters Penguin Press, New York 2007                                                                   | |
| 2009 | Harry Lee Poe                                                    | Edgar Allan Poe: An Illustrated Companion to His Tell-Tale Stories Metro Books, New York 2008                                        | |
| 2010 | Otto Penzler                                                     | The Lineup: The World's Greatest Crime Writers Tell the Inside Story of Their Greatest Detectives Little, Brown & Co., New York 2009 | |
| 2011 | Yunte Huang                                                      | Charlie Chan: The Untold Story of the Honorable Detective and His Rendezvous With American History W. W. Norton, New York 2010       | |
| 2012 | Michael Dirda                                                    | On Conan Doyle, or, The Whole Art of Storytelling Princeton University Press, Princeton 2011                                         | |
| 2013 | James F. O’Brien                                                 | The Scientific Sherlock Holmes: Cracking the Case with Science and Forensics Oxford University Press, 2012                           | |
| 2014 | Erik Dussere                                                     | America is Elsewhere: The Noir Tradition in the Age of Consumer Culture Oxford University Press, 2013                                | |
| 2015 | J. W. Ocker                                                      | Poe-Land: The Hallowed Haunts of Edgar Allan Poe The Countryman Press, Woodstock/Vermont 2014                                        | |
| 2016 | Martin Edwards                                                   | The Golden Age of Murder HarperCollins Publishers                                                                                    | |
| 2017 | Ruth Franklin                                                    | Shirley Jackson: A Rather Haunted Life W.W. Norton – Liveright                                                                       | |
| 2018 | Lawrence P. Jackson                                              | Chester B. Himes: A Biography W.W. Norton & Company                                                                                  | |
| 2019 | Leslie S. Klinger                                                | Classic American Crime Fiction of the 1920s Pegasus Books, New York Oktober 2018                                                     | |
| 2020 | John Billheimer                                                  | Hitchcock and the Censors University Press of Kentucky, Lexington/KY 2020                                                            | |
| 2021 | Christina Lane                                                   | Phantom Lady: Hollywood Producer Joan Harrison, the Forgotten Woman Behind Hitchcock Chicago Review Press, Chicago/Il 2021           | |
| 2022 | Edward White                                                     | The Twelve Lives of Alfred Hitchcock: An Anatomy of the Master of Suspence W. W. Norton & Company, New York 2021                     | |
| 2023 | Martin Edwards                                                   | The Life of Crime: Detecting the History of Mysteries and Their Creators HarperCollins - Collins Crime Club, London 2022             | |
| 2024 | Steven Powell                                                    | Love Me Fierce in Danger – The Life of James Ellroy Bloomsbury, New York 2023                                                        | |

1 = Verlags- und Erscheinungsdaten beziehen sich auf die Original- bzw. deutschen Erstausgaben

### Bestes Sachbuch – Best Fact Crime
(1949 keine Verleihung der Auszeichnung)
| Jahr | Preisträger/-in                             | Originaltitel Verlag, Ort Jahr 1 | Deutscher Titel Verlag, Ort Jahr 1 |
| 1948 | Edward D. Radin                             | Twelve Against the Law Duell, Sloan & Pearce, New York 1946 | |
| 1950 | Joseph Henry Jackson                        | Bad Company Harcourt, Brace & Co., New York 1949 | |
| 1951 | Edward D. Radin                             | Twelve Against Crime Putnam, New York 1950 | |
| 1952 | St. Clair McKelway                          | True Tales from the Annals of Crime and Rascality Random House, New York 1951                                                                                    | |
| 1953 | Erle Stanley Gardner                        | The Court of Last Resort W. Sloane, New York 1952 | Letzte Zuflucht: Kriminalbericht Ullstein, Frankfurt/M. 1959                                                                                     |
| 1954 | John Bartlow Martin                         | Why Did They Kill? Ballantine Books, New York 1953 | |
| 1955 | Charles Boswell, Lewis Thompson             | The Girl with the Scarlet Brand Fawcett Publications, New York 1954                                                                                              | |
| 1956 | Manly Wade Wellman                          | Dead and Gone University of North Carolina, Chapel Hill 1954 | |
| 1957 | Charles Samuels, Louise Samuels             | Night Fell on Georgia Dell Publishing, New York 1955 | |
| 1958 | Harold R. Danforth, James D. Horan          | The D.A.'s Man Crown Publishers, New York 1957 | |
| 1959 | Wenzell Brown                               | They Died in the Chair Popular Library, New York 1958 | |
| 1960 | Thomas Michael Gallagher                    | Fire at Sea: The Story of the Morro Castle Rinehart, New York 1959                                                                                               | Feuer auf See: Der Untergang der Morro Castle Verl. Dt. Volksbücher, Stuttgart 1960                                                              |
| 1961 | Miriam Allen deFord                         | The Overbury Affair Avon Book Division, New York 1960 | |
| 1962 | Barrett Prettyman Jr.                       | Death and the Supreme Court Harcourt, Brace & World, New York 1961                                                                                               | |
| 1963 | Francis Russell                             | Tragedy in Dedham McGraw-Hill, New York 1962 | |
| 1964 | Gerold Frank                                | The Deed Simon & Schuster, New York 1963 | |
| 1965 | Anthony Lewis                               | Gideon’s Trumpet Random House, New York 1964 | |
| 1966 | Truman Capote                               | In Cold Blood: A True Account of a Multiple Murder and its Consequences Random House, New York 1965                                                              | Kaltblütig: Wahrheitsgemässer Bericht über einen mehrfachen Mord und seine Folgen Limes, Wiesbaden 1966                                          |
| 1967 | Gerold Frank                                | The Boston Strangler New American Library, New York 1966 | Der Würger von Boston: Ein Tatsachenbericht Molden, Wien/München 1967                                                                            |
| 1968 | Victoria Lincoln                            | A Private Disgrace Putnam, New York 1967 | |
| 1969 | John Evangelist Walsh                       | Poe the Detective Rutgers University Press, New Brunswick, N.J., 1967                                                                                            | |
| 1970 | Herbert B. Ehrmann                          | The Case That Will Not Die; Commonwealth vs: Sacco and Vanzetti Little, Brown & Co., Boston 1977                                                                 | |
| 1971 | Mildred Savage                              | A Great Fall Simon & Schuster, New York 1970 | |
| 1972 | Sandor Frankel                              | Beyond a Reasonable Doubt Stein & Day, New York 1971 | |
| 1973 | Lewis Chester, Magnus Linklater Stephen Fay | Hoax: The Inside Story of the Howard Hughes--Clifford Irving Affair Viking Press, New York 1972                                                                  | Bluff-Story Hoffmann & Campe, Hamburg 1972, ISBN 3-455-01940-4                                                                                   |
| 1974 | Barbara Levy                                | Legacy of Death Prentice-Hall, Englewood Cliffs, N.J. 1973 | |
| 1975 | Vincent Bugliosi, Curt Gentry               | Helter Skelter: The True Story of the Manson Murders W. W. Norton & Co., New York 1974                                                                           | Helter Skelter: Der Mordrausch des Charles Manson: Eine Chronik des Grauens Riva, München 2010, ISBN 978-3-86883-057-6                           |
| 1976 | Tom Wicker                                  | A Time to Die Quadrangle/New York Times Book Co., New York 1975                                                                                                  | |
| 1977 | Thomas Thompson                             | Blood and Money Doubleday, Garden City, N.Y. 1976 | |
| 1978 | Barbara Amiel, George Jonas                 | By Persons Unknown: The Strange Death of Christine Demeter Grove Press, New York 1977                                                                            | |
| 1979 | Vincent Bugliosi, Ken Hurwitz               | Til Death Do Us Part: A True Murder Mystery W. W. Norton & Co., New York 1978                                                                                    | |
| 1980 | Robert Lindsey                              | The Falcon and the Snowman: A True Story of Friendship and Espionage Simon & Schuster, New York 1979                                                             | |
| 1981 | Fred Harwell                                | A True Deliverance Alfred A. Knopf, New York 1979 | |
| 1982 | Robert W. Greene                            | The Sting Man: Inside Abscam Dutton, New York 1981 | |
| 1983 | Richard Hammer                              | The Vatican Connection Holt, Rinehart & Winston, New York 1982                                                                                                   | Eine Messe für den Paten SV Internat., Schweizer Verl.-Haus, Zürich 1982, ISBN 3-7263-6369-6                                                     |
| 1984 | Shana Alexander                             | Very Much a Lady: The Untold Story of Jean Harris and Dr. Herman Tarnower Little, Brown & Co., Boston 1983                                                       | |
| 1985 | Mike Weiss                                  | Double Play: The San Francisco City Hall Killings Addison-Wesley Pub. Co., Reading, Mass. 1984                                                                   | |
| 1986 | Natalie S. Robins, Stephen M. L. Aronson    | Savage Grace William Morrow, New York 1985 | |
| 1987 | Carlton Stowers                             | Careless Whispers Taylor Publ., Dallas/Texas 1986 | |
| 1988 | Richard Hammer                              | CBS Murders William Morrow, New York 1987 | |
| 1989 | Harry N. MacLean                            | In Broad Daylight Harper & Row, New York 1988 | |
| 1990 | Jack Olsen                                  | Doc: The Rape of the Town of Lovell Atheneum, New York 1989 | |
| 1991 | Peter Maas                                  | In a Child's Name: The Legacy of a Mother's Murder Simon & Schuster, New York 1990                                                                               | |
| 1992 | David Simon                                 | Homicide: A Year on the Killing Streets Houghton Mifflin, Boston 1991                                                                                            | Homicide: Ein Jahr auf mörderischen Strassen Kunstmann, München 2011, ISBN 978-3-88897-723-7                                                     |
| 1993 | Harry Farrell                               | Swift Justice: Murder and Vengeance in a California Town St. Martin’s Press, New York 1992                                                                       | |
| 1994 | Bella Stumbo                                | Until the Twelfth of Never: The Deadly Divorce of Dan & Betty Broderick Pocket Books, New York 1993                                                              | Trennung ist der Liebe Tod : Das unvorstellbare Scheidungsdrama der Betty Broderick Bastei Lübbe, Bergisch Gladbach 1995, ISBN 3-404-13620-9     |
| 1995 | Joe Domanick                                | To Protect and Serve: The LAPD's Century of War in the City of Dreams Pocket Books, New York 1994                                                                | |
| 1996 | Pete Earley                                 | Circumstantial Evidence: Death, Life, and Justice in a Southern Town Batam Books, New York 1995                                                                  | |
| 1997 | Darcy O’Brien                               | Power to Hurt: Inside a Judge's Chambers: Sexual Assault, Corruption, and the Ultimate Reversal of Justice for Women Harper Collins Publishers, New York 1996    | |
| 1998 | Richard Firstman, Jamie Talan               | The Death of Innocents Bantam Books, New York 1997 | |
| 1999 | Carlton Stowers                             | To the Last Breath: Three Women Fight for the Truth Behind a Child's Tragic Murder St. Martin’s Press, New York 1998                                             | Blankes Entsetzen Bastei Lübbe, Bergisch Gladbach 2000, ISBN 3-404-14386-8                                                                       |
| 2000 | James B. Stewart                            | Blind Eye: How the Medical Establishment Let a Doctor Get Away With Murder Simon & Schuster, New York 1999                                                       | |
| 2001 | Dick Lehr, Gerard O’Neill                   | Black Mass: The Irish Mob, the FBI, & a Devil’s Deal PublicAffairs, New York 2000                                                                                | |
| 2002 | Kent Walker                                 | Son of a Grifter: The Twisted Tale of Sante and Kenny Kimes, the Most Notorious Con Artists in America: A Memoir by the Other Son William Morrow, New York 2001  | |
| 2003 | Joseph Wambaugh                             | Fire Lover: A True Story William Morrow, New York 2002 | |
| 2004 | Erik Larson                                 | The Devil in the White City: Murder, Magic, and Madness at the Fair that Changed America Crown Publishers, New York 2003                                         | Der Teufel von Chicago: Ein Architekt, ein Mörder und die Weltausstellung, die Amerika veränderte Scherz, Frankfurt/M.: 2004, ISBN 3-502-15395-7 |
| 2005 | Leonard Levitt                              | Conviction: Solving the Moxley Murder: A Reporter and a Detective's Twenty-year Search for Justice ReganBooks, New York 2004                                     | |
| 2006 | Edward Dolnick                              | Rescue Artist: A True Story of Art, Thieves, and the Hunt for a Missing Masterpiece Harper Collins Publishers, New York 2005                                     | |
| 2007 | James L. Swanson                            | Manhunt: The 12-Day Chase for Lincoln’s Killer HarperPerrenial, New York 2006                                                                                    | |
| 2008 | Vincent Bugliosi                            | Reclaiming History: The Assassination of President John F. Kennedy W. W. Norton & Co., New York 2007                                                             | |
| 2009 | Howard Blum                                 | American Lightning: Terror, Mystery, Movie Making, and the Crime of the Century Crown Publishers, New York 2008                                                  | |
| 2010 | Dave Cullen                                 | Columbine Houghton Mifflin Harcourt, New York 2008 | |
| 2011 | Ken Armstrong, Nick Perry                   | Scoreboard, Baby: A Story of College Football, Crime and Complicity University of Nebraska Press, Lincoln 2010                                                   | |
| 2012 | Candice Millard                             | Destiny of the Republic Doubleday, New York 2011 | |
| 2013 | Paul French                                 | Midnight in Peking: How the Murder of a Young Englishwoman Haunted the Last Days of Old China. Penguin Group USA, 2012                                           | |
| 2014 | Daniel Stashower                            | The Hour of Peril: The Secret Plot to Murder Lincoln Before the Civil War Minotaur Books, New York 2013                                                          | |
| 2015 | William J. Mann                             | Tinseltown: Murder, Morphine, and Madness at the Dawn of Hollywood Harper, New York 2014                                                                         | |
| 2016 | Allen Kurzweil                              | Whipping Boy: The Forty-Year Search for My Twelve-Year-Old Bully HarperCollins Publishers                                                                        | |
| 2017 | Kate Summerscale                            | The Wicked Boy: The Mystery of a Victorian Child Murderer Penguin Random House                                                                                   | |
| 2018 | David Grann                                 | Killers of the Flower Moon: The Osage Murders and the Birth of the FBI Penguin Random House – Doubleday 2017                                                     | Das Verbrechen btb, München 2017 |
| 2019 | Robert W. Fieseler                          | Tinderbox: The Untold Story of the Up Stairs Lounge Fire and the Rise of Gay Liberation Liveright Publishing Corporation, New York 2018                          | |
| 2020 | Axton Betz-Hamilton                         | The Less People Know About Us: A Mystery of Betrayal, Family Secrets, and Stolen Identity Grand Central Publishing, New York 2019                                | |
| 2021 | Eric Eyre                                   | Death in Mud Lick: A Coal Country Fight Against the Drug Companies that Delivered the Opioid Epidemic Scribner, New York 2020                                    | |
| 2022 | Elon Green                                  | Last Call: A True Story of Love, Lust, and Murder in Queer New York Celadon Books, New York 2021                                                                 | |
| 2023 | Erika Krouse                                | Tell Me Everything: The Story of a Private Investigation Flatiron Books, New York 2022                                                                           | |
| 2024 | Nathan Masters                              | Crooked: The Roaring ’20s Tale of a Corrupt Attorney General, a Crusading Senator, and the Birth of the American Political Scandal Hachette Books, New York 2023 | |

1 = Verlags- und Erscheinungsdaten beziehen sich auf die Original- bzw. deutschen Erstausgaben

## Preisträger Sonderpreise

### Auszeichnung für das Lebenswerk – Grand Master Award
Der Grand Master Award ist die höchste Auszeichnung und der prestigeträchtigste Preis der MWA. Autorinnen und Autoren müssen nicht nur während ihres bisherigen literarischen Lebens besondere Leistungen im Krimi-Genre vollbracht haben, sondern sich auch durch gleichbleibend hohe schriftstellerische Qualität auszeichnen. Und so lesen sich die Namen in der nachfolgenden Liste beinahe auch wie ein Who’s Who in Crime.
In den Jahren 1956–1957, 1960, 1965, 1968 und 1977 wurde der Grand Master Award nicht vergeben. Erst ab 1979 gibt es eine regelmäßige, jährliche Verleihung beim Edgar Awards Banquet. In mehreren Jahren wurden zwei oder drei Preisträger ausgezeichnet.
- 1955 Agatha Christie
- 1958 Vincent Starrett
- 1959 Rex Stout
- 1961 Ellery Queen
- 1962 Erle Stanley Gardner
- 1963 John Dickson Carr
- 1964 George Harmon Coxe
- 1966 Georges Simenon
- 1967 Baynard Kendrick
- 1969 John Creasey
- 1970 James M. Cain
- 1971 Mignon G. Eberhart
- 1972 John D. MacDonald
- 1973 Judson Philips / Alfred Hitchcock
- 1974 Ross Macdonald
- 1975 Eric Ambler
- 1976 Graham Greene
- 1978 Ngaio Marsh / Dorothy B. Hughes / Daphne du Maurier
- 1979 Aaron Marc Stein
- 1980 W. R. Burnett
- 1981 Stanley Ellin
- 1982 Julian Symons
- 1983 Margaret Millar
- 1984 John le Carré
- 1985 Dorothy Salisbury Davis
- 1986 Ed McBain
- 1987 Michael Gilbert
- 1988 Phyllis A. Whitney
- 1989 Hillary Waugh
- 1990 Helen McCloy
- 1991 Tony Hillerman
- 1992 Elmore Leonard
- 1993 Donald E. Westlake
- 1994 Lawrence Block
- 1995 Mickey Spillane
- 1996 Dick Francis
- 1997 Ruth Rendell
- 1998 Barbara Mertz
- 1999 P. D. James
- 2000 Mary Higgins Clark
- 2001 Edward D. Hoch
- 2002 Robert B. Parker
- 2003 Ira Levin
- 2004 Joseph Wambaugh
- 2005 Marcia Muller
- 2006 Stuart Kaminsky
- 2007 Stephen King
- 2008 Bill Pronzini
- 2009 James Lee Burke / Sue Grafton
- 2010 Dorothy Gilman
- 2011 Sara Paretsky
- 2012 Martha Grimes
- 2013 Ken Follett / Margaret Maron
- 2014 Robert Crais / Carolyn Hart
- 2015 Lois Duncan / James Ellroy
- 2016 Walter Mosley
- 2017 Max Allan Collins / Ellen Hart
- 2018 Jane Langton / William Link / Peter Lovesey
- 2019 Martin Cruz Smith
- 2020 Barbara Neely
- 2021 Jeffery Deaver / Charlaine Harris
- 2022 Laurie R. King
- 2023 Michael Connelly
- 2024 Katherine Hall Page / R. L. Stine

### Robert L. Fish Memorial Award
Der Robert L. Fish Memorial Award ist ein Förderpreis für amerikanische Nachwuchsschriftsteller von Krimikurzgeschichten. Er wird seit 1984 jährlich (Ausnahme: 1992) von den Mystery Writers of America anlässlich der Verleihung der Edgar Allan Poe Awards beim Edgar Awards Banquet verliehen. Benannt ist der Preis nach dem US-Autor Robert L. Fish (1912–1981). Aus dem hinterlassenen Vermögen des Schriftstellers wird ein Geldpreis gestiftet; zusätzlich erhält der Gewinner eine Urkunde der MWA. Dass die Preisträger durchaus auch mit einem „großen Roman“ erfolgreich sein können, zeigte zuletzt der aus Alaska stammende Journalist Mike Doogan, der 2007 mit seinem Erstlingsroman Lost Angel für den bedeutenden Shamus Award in der Kategorie Best First Novel nominiert wurde.
EQMM = Ellery Queen’s Mystery Magazine | AHMM = Alfred Hitchcock’s Mystery Magazine
| Jahr | Preisträger          | Kurzgeschichtentitel             | Anthologie (Verlag)                                                              |
| 1984 | Lilly Carlson        | Locked Doors                     | EQMM, Oktober 1983                                                               |
| 1985 | Bill Crenshaw        | Poor Dumb Mouths                 | AHMM, Mai 1984                                                                   |
| 1986 | Doug Allyn           | Final Rites                      | AHMM, Dezember 1985                                                              |
| 1987 | Mary Kittredge       | Father to the Man                | AHMM, November 1986                                                              |
| 1988 | Eric M. Heideman     | Roger, Mr. Whilkie!              | AHMM, Juli 1987                                                                  |
| 1989 | Linda O. Johnston    | Different Drummers               | EQMM, Juli 1988                                                                  |
| 1990 | Connie Colt          | Hawks                            | AHMM, Juni 1989                                                                  |
| 1991 | Jerry F. Skarky      | Willie’s Story                   | AHMM, Juni 1990                                                                  |
| 1993 | Stephen Saylor       | A Will is a Way                  | EQMM, März 1992                                                                  |
| 1994 | D.A. McGuire         | Wicked Twist                     | AHMM, Oktober 1993                                                               |
| 1995 | Batya Swift Yasgur   | Me and Mr. Harry                 | EQMM, Dezember 1994                                                              |
| 1996 | James Sarafin        | The Word for Breaking August Sky | AHMM, Juli 1995                                                                  |
| 1997 | David Vaughn         | Prosecutor of DuPrey             | EQMM, Januar 1996                                                                |
| 1998 | Rosaland Roland      | If Thine Eye Offend Thee         | Murder X 13 (Crown Valley Press)                                                 |
| 1999 | Bryn Bonner          | Clarity                          | EQMM, Mai 1998                                                                   |
| 2000 | Mike Reiss           | Cro-Magnon, P.I.                 | AHMM, Juli/August 1999                                                           |
| 2001 | M.J. Jones           | The Witch and the Relic Thief    | AHMM, Oktober 2000                                                               |
| 2002 | Ted Hertel, Jr.      | My Bonnie Lies                   | Mammoth Book of Legal Thrillers                                                  |
| 2003 | Mike Doogan          | War Can Be Murder                | Mysterious North                                                                 |
| 2004 | Sandy Balzo          | The Grass is Always Greener      | EQMM, März 2003                                                                  |
| 2005 | Thomas Morrissey     | Can’t Catch Me                   | Brooklyn Noir                                                                    |
| 2006 | Eddie Newton         | Home                             | EQMM, Mai 2005                                                                   |
| 2007 | William Dylan Powell | Evening Gold                     | EQMM, November 2006 (Dell Magazines)                                             |
| 2008 | Mark Amons           | The Catch                        | Still Waters, (Level Best Books)                                                 |
| 2009 | Joseph Guglielmelli  | Buckner's Error                  | Queens Noir (Hg.: Robert Knightly, Akashic Books)                                |
| 2010 | Dan Warthman         | A Dreadfull Day                  | AHMM, Januar/Februar 2009 (Dell Magazines)                                       |
| 2011 | Evan Lewis           | Skyler Hobbs and the Rabbit Man  | EQMM, Februar 2010                                                               |
| 2012 | David Ingram         | A Good Man of Business           | EQMM, Januar 2011                                                                |
| 2013 | Patricia Smith       | When They Are Done With Us       | Staten Island Noir – Akashic Books                                               |
| 2014 | Jeff Soloway         | The Wentworth Letter             | Malfeasance Occasional: Girl Trouble (Hrsg.: Clare Toohey, St. Martin's e-books) |
| 2015 | Zoe Z. Dean          | Getaway Girl                     | EQMM, November 2014                                                              |
| 2016 | Russell W. Johnson   | Chung Ling Soo’s Greatest Trick  | EQMM, Januar 2015                                                                |
| 2017 | E. Gabriel Flores    | The Truth of the Moment          | EQMM, Dezember 2016                                                              |
| 2018 | Lisa D. Gray         | The Queen of Secrets             | Akashic Books, New York August 2017                                              |
| 2019 | Nancy Novick         | How Does He Die This Time?       | EQMM, August 2018                                                                |
| 2020 | Derrick Harriell     | There's a Riot Goin' On          | Akashic Books, New York 2020                                                     |
| 2021 | Colette Bancroft     | The Bite                         | Tampa Bay Noir - Akashic Books, New York 2020                                    |
| 2022 | Rob Osler            | Analogue                         | EQMM, 2021                                                                       |
| 2023 | Mark Harrison        | Dogs in the Canyon               | EQMM, September/Oktober 2022                                                     |
| 2024 | Kate Hohl            | The Body in Cell Two             | EQMM, Mai/Juni 2023                                                              |

### The Simon & Schuster – Mary Higgins Clark Award
Der Mary Higgins Clark Award ist ein Sonderpreis für Autorinnen, deren Romane sich in der schriftstellerischen Tradition von Mary Higgins Clark bewegen. In Kooperation mit den MWA sponsert der Verlag Simon & Schuster, New York, jährlich einen Roman, der in den Kategorien Best Novel, Best First Novel oder Best Paperback Original für den Edgar Allan Poe Award eingereicht wird. Identisch mit allen Kategorien des Edgar Award wird eine MWA-Jury eingesetzt, die anhand vorgegebener inhaltlicher Kriterien (weibliche Protagonistin bestimmten Alters, keine brutale Gewalt, kein ausgeprägter Sex usw.) die Auswahl vornimmt. Anlass für das auf (ursprünglich) 10 Jahre befristete Sponsoring ist die im Jahre 2001 erreichte 25-jährige erfolgreiche Zusammenarbeit des Verlags mit der Autorin, die 1987 selbst Präsidentin der MWA war und im Jahre 2000 auch den Grand Master Award der Mystery Writers of America erhielt.
| Jahr | Preisträgerin          | Originaltitel Verlag, Ort Jahr 1                            | Deutscher Titel Verlag, Ort Jahr 1                   |
| 2001 | Barbara D'Amato        | Authorized Personnel Only Forge, New York 2000              |                                                      |
| 2002 | Judith Kelman          | Summer of Storms Putnam, New York 2001                      | Die Vergangenheit kann ewig sein Knaur, München 2003 |
| 2003 | Rose Conners           | Absolute Certainty Scribner's, New York 2002                |                                                      |
| 2004 | M(arcia) K(ay) Preston | Song of the Bones Intrigue Press, Madison 2003              |                                                      |
| 2005 | Rochelle Majer Krich   | Grave Endings Ballantine Books, New York 2004               |                                                      |
| 2006 | Karen Harper           | Dark Angel MIRA Books, Don Mills 2005                       | Schwarze Flügel Cora, Hamburg 2006                   |
| 2008 | Sandi Ault             | Wild Indigo Berkley Prime Crime, New York 2007              |                                                      |
| 2009 | Bill Floyd             | The Killer's Wife St. Martin's Minotaur, New York 2008      |                                                      |
| 2010 | Sharon Bolton          | Awakening Minotaur Books, New York 2009                     | Schlangenhaus Manhattan, München 2009                |
| 2011 | Elly Griffiths         | The Crossing Places Houghton Mifflin Harcourt, Boston 2010  | Totenpfad Wunderlich, Reinbek 2009                   |
| 2012 | Sara J. Henry          | Learning to Swim Crown Publishers, New York 2011            | Ein Herzschlag bis zum Tod dtv, München 2011         |
| 2013 | Hank Phillippi Ryan    | The Other Woman Forge Books, Ferndale 2012                  |                                                      |
| 2014 | Jenny Milchman         | Cover of Snow Ballantine Books, New York 2013               | Eisesgrab Bastei Lübbe, Köln 09/2014                 |
| 2015 | Jane Casey             | The Stranger You Know Minotaur Books, New York 2014         |                                                      |
| 2016 | Lori Rader-Day         | Little Pretty Things Seventh Street Books, Amherst/NY 2015  |                                                      |
| 2017 | Charles Todd           | The Shattered Tree William Morrow, New York 2016            |                                                      |
| 2018 | Carol Goodman          | The Widow's House Harper Collins, New York 2017             |                                                      |
| 2019 | Sujata Massey          | The Widows of Malabar Hill Soho Crime, New York 2018        |                                                      |
| 2020 | Carol Goodman          | The Night Visitors William Morrow, New York 2019            |                                                      |
| 2021 | Elsa Hart              | The Cabinets of Barnaby Mayne Minotaur Books, New York 2020 |                                                      |
| 2022 | Naomi Hirahara         | Clark and Division Soho Crime, New York 2021                | Clark & Division ars vivendi, Cadolzburg 2022        |
| 2023 | B. R. Myers            | A Dreadful Splendor William Morrow, New York 2022           |                                                      |
| 2024 | Lina Chern             | Play the Fool Penguin Random House, New York 2023           |                                                      |

1 = Verlags- und Erscheinungsdaten beziehen sich auf die Original- bzw. deutschen Erstausgaben

### Ellery Queen Award
Der während des Edgar Awards Banquet verliehene Ellery Queen Award ist bestimmt für Autoren-Teams und andere, außerhalb tätige Persönlichkeiten, wie z. B. Herausgeber, Verleger, Drehbuchautoren etc., die sich besonders um die Mystery Scene (Krimiszene) verdient gemacht haben. Der Preis wird unregelmäßig verliehen.
| Jahr | Preisträger/-in                                     | Profession                                       |
| 1983 | Emma Lathen (Mary Jane Latsis und Martha Henissart) | Schriftstellerinnen                              |
| 1985 | Joan Kahn                                           | Schriftstellerin, vorm. Krimi-Hrsg. Harper & Row |
| 1987 | Eleanor Sullivan                                    | Schriftstellerin, vorm. Hrsg. EQMM 1             |
| 1988 | Ruth Cavin                                          | Schriftstellerin, Hrsg. St. Martin's Press       |
| 1989 | Richard Levinson William Link                       | Drehbuchautorenteam (Inspektor Columbo-Serie)    |
| 1990 | Joel Davis                                          | Schriftsteller                                   |
| 1992 | Margaret Norton                                     | Autorin                                          |
| 1994 | Otto Penzler                                        | Schriftsteller und Verleger                      |
| 1995 | Martin Harry Greenberg                              | Hrsg.                                            |
| 1996 | Jacques Barzun                                      | Kulturhistoriker u.v.m.                          |
| 1997 | François Guérif                                     | Autor, Verleger                                  |
| 1998 | Hiroshi Hayakawa                                    | Filmproduzent                                    |
| 1999 | Sara Ann Freed                                      | vorm. Hrsg. Mysterious Press                     |
| 2000 | Susanne Kirk                                        | Schriftstellerin, vorm. Hrsg. Scribners          |
| 2001 | Douglas Greene                                      | Hrsg. Crippen & Landru                           |
| 2002 | Janet Hutchings Cathleen Jordan                     | Hrsg.                                            |
| 2003 | Ed Gorman                                           | Schriftsteller                                   |
| 2005 | Carolyn Marino                                      | Hrsg. HarperCollins Publishers                   |
| 2006 | Kate Stine Brian Skupin                             | Hrsg. Mystery Scene Magazine                     |
| 2012 | Joe Meyers                                          | Journalist, Connecticut Post                     |
| 2013 | Johnny Temple                                       | Gründer und Hrsg. von Akashic Books              |
| 2015 | Charles Adai                                        | Verleger des Hard Case Crime–Verlages            |
| 2016 | Janet Rudolph                                       | Gründerin der Mystery Readers International      |
| 2017 | Neil Nyren                                          | Chefeditor bei G. P. Putnam's Son, New York      |
| 2018 | Robert Pépin                                        | Übersetzer und Herausgeber                       |
| 2019 | Linda Landrigan                                     | Herausgeberin Alfred Hitchcock Mystery Magazine  |
| 2020 | Kelley Ragland                                      | Herausgeber Minotaur Books, New York             |
| 2021 | Reagan Arthur                                       | Hrsg., Little, Brown, Boston/MA                  |
| 2022 | Juliet Grames                                       | Mitherausgeberin „Soho Crime“                    |
| 2023 | The Strand Magazine                                 | Britische Literaturzeitschrift                   |
| 2024 | Michaela Hamilton                                   | Herausgeberin bei Kensington Publishing Corp.    |

1 = „Ellery Queen’s Mystery Magazine“

### G. P. Putnam’s Sons - Sue Grafton Memorial Award
In Erinnerung und Ehrung der bedeutenden amerikanischen Kriminalschriftstellerin Sue Grafton verleihen ihr ehemaliger Verlag G. P. Putnam’s Sons und die Mystery Writers of America seit 2019 einen Sonderpreis an Schriftsteller und Schriftstellerinnen, die sich in der Tradition von Sue Graftons Romanen bewegen.
| Jahr | Preisträger/-in | Originaltitel Verlag, Ort Jahr 1                                  | Deutscher Titel Verlag, Ort Jahr 1       |
| 2019 | Sara Paretsky   | Shell Game William Morrow, New York 2018                          | Shell Game Argument Verlag, Hamburg 2022 |
| 2020 | Tracy Clark     | Borrowed Time Kensington Books, New York 2019                     |                                          |
| 2021 | Rosalie Knecht  | Vera Kelly Is Not a Mystery Tin House Books, Portland/Oregon 2020 |                                          |
| 2022 | Tracy Clark     | Runner Kensington Publishing Corp., New York 2021                 |                                          |
| 2023 | Louisa Luna     | Hideout Knopf Doubleday Publishing Group, New York 2022           | Abgetaucht Suhrkamp, Berlin 2024         |
| 2024 | Linda Castillo  | An Evil Heart Minotaur Books, New York 2023                       |                                          |

1 = Verlags- und Erscheinungsdaten beziehen sich auf die Original- bzw. deutschen Erstausgaben

### Lilian Jackson Braun Award
In Erinnerung an die 2011 verstorbene Kriminalschriftstellerin Lilian Jackson Braun, bekannt für ihre Katzenkrimis, verleihen die Mystery Writers of America seit 2023 diesen Sonderpreis für Romane aus dem Genre des Cosy-Krimi.
| Jahr | Preisträger/-in    | Originaltitel Verlag, Ort Jahr 1                          | Deutscher Titel Verlag, Ort Jahr 1 |
| 2023 | Tamara Berry       | Buried in a Good Book Poisoned Pen Press, Scottsdale 2022 |                                    |
| 2024 | Danielle Arceneaux | Glory Be Pegasus Crime, 2023                              |                                    |

1 = Verlags- und Erscheinungsdaten beziehen sich auf die Original- bzw. deutschen Erstausgaben

## Edgar Awards und Sonderpreise, die nicht mehr verliehen werden

### Bestes Hörspiel – Best Radio Drama
Zwischen 1946 und 1960 verliehen die Mystery Writers of America für das beste ausgestrahlte Kriminalhörspiel bzw. Hörspielserien einen Edgar Award. 1956, 1957 und 1959 wurde der Preis nicht vergeben. Die technische Entwicklung und zunehmende Bedeutung des Fernsehens veranlasste die MWA diese Kategorie einzustellen. Gleich zweimal wurden die Autorenteams Robert Arthur / David Kogan (1950 + 1953) und James Moser / Jack Webb (1951 + 1952) in der Kategorie Best Radio Drama ausgezeichnet.
| Jahr | Autor/-en                          | Hörspieltitel                                   | Produzent                     |
| ---- | ---------------------------------- | ----------------------------------------------- | ----------------------------- |
| 1946 | Frances + Richard Lockridge        | Mr. And Mrs. North                              | National Broadcasting Company |
| 1946 | Frederic Dannay / Manfred B. Lee 1 | Ellery Queen                                    | Columbia Broadcasting System  |
| 1947 | Howard Haycraft                    | The Adventures of Sam Spade                     | Columbia Broadcasting System  |
| 1948 | William Spear                      | Suspense                                        | Columbia Broadcasting System  |
| 1949 | John Roeburt                       | Inner Sanctum                                   | Columbia Broadcasting System  |
| 1950 | Robert Arthur / David Kogan        | Murder by Experts                               | Mutal Broadcasting System     |
| 1951 | James Moser / Jack Webb            | Dragnet                                         | National Broadcasting Company |
| 1952 | James Moser / Jack Webb            | Dragnet                                         | National Broadcasting Company |
| 1953 | Robert Arthur / David Kogan        | The Mysterious Traveler                         | Mutal Broadcasting System     |
| 1954 | E. Jack Neuman                     | The Shot                                        | Columbia Broadcasting System  |
| 1955 | Stanley Niss                       | The Tree                                        | Columbia Broadcasting System  |
| 1958 | Jay MacMullen                      | The Galindez-Murphy Case: A Chronicle of Terror | Columbia Broadcasting System  |
| 1960 | Lucille Fletcher                   | Sorry, Wrong Number                             | Columbia Broadcasting System  |

1 = Das Autorenteam Frederic Dannay und Manfred B. Lee wurde unter dem Pseudonym „Ellery Queen“ berühmt

### Beste Literaturkritik – Best Outstanding Mystery Criticism
Zwischen 1946 und 1967 verliehen die Mystery Writers of America für die beste Literaturkritik einen Edgar Award. Während dies bis 1955 noch jährlich geschah, gab es danach bis 1967 nur noch vier Preisverleihungen. Mit den meisten Auszeichnungen wurde der Journalist, Übersetzer, Autor und spätere Mitbegründer der Mystery Writers of America und Namensgeber des Anthony Awards, Anthony Boucher, geehrt. Aber auch andere prominente Namen finden sich in der Liste der Kritiker: So etwa Helen McCloy, die 1980 als Autorin für ihren Roman Burn This mit dem Nero Wolfe Award ausgezeichnet wurde.
| Jahr | Kritiker/ -in         | Publikation                     |
| ---- | --------------------- | ------------------------------- |
| 1946 | Anthony Boucher       | San Francisco Chronicle         |
| 1947 | William C. Webber     | Saturday Review of Literature   |
| 1948 | Howard Haycraft       | Ellery Queen’s Mystery Magazine |
| 1949 | James Sandoe          | Chicago Sun-Times               |
| 1950 | Anthony Boucher       | New York Times                  |
| 1951 | Dorothy B. Hughes     | Albuquerque Tribune             |
| 1952 | Lenore Glen Offord    | San Francisco Chronicle         |
| 1953 | Anthony Boucher       | New York Times                  |
| 1954 | Helen McCloy          | Westport Town Crier             |
| 1954 | Brett Halliday        | Westport Town Crier             |
| 1955 | Drexel Drake          | Chicago Tribune                 |
| 1957 | Curtis W. Casewit     | Denver Post                     |
| 1961 | James Sandoe          | New York Herald Tribune         |
| 1964 | Hans Stefan Santesson | The Saint Mystery Magazin       |
| 1967 | John T. Winterlich    | Saturday Review                 |

[veraltet]